# 黒水則顯
黒水 則顯 （くろみず のりあき、1954年6月30日 - ）は、日本の実業家。株式会社WOWOW相談役。

## 人物・経歴
1978年、上智大学文学部新聞学科卒業。2001年7月、株式会社WOWOW執行役員プロデュース局長。2002年12月、同社 人事局長。2004年6月、同社 取締役経営企画局長。2005年6月、同社 常務取締役経営企画局長。2006年6月、同社 常務取締役放送・事業統括本部長兼編成制作局長。2007年6月、同社 取締役編成、制作、技術担当。2008年6月、同社 取締役人事総務、コンプライアンス担当。2011年6月、同社 常務取締役マーケティング、カスタマーリレーション、営業担当、株式会社WOWOWマーケティング 代表取締役社長。2013年4月、同社 常務取締役マーケティング、営業、デジタルコンテンツ担当兼マーケティング局長。2014年6月、同社 顧問、株式会社WOWOWコミュニケーションズ 代表取締役社長。2018年6月、同社 取締役副社長IR経理、リスク管理・コンプライアンス担当。2018年7月、同社 取締役副社長 社長室、IR経理、リスク管理・コンプライアンス担当。2019年6月、同社 取締役副社長 社長室、リスク管理・コンプライアンス担当、株式会社WOWOWコミュニケーションズ 取締役会長。2019年7月、同社 取締役副社長 グループ経営、リスク管理・コンプライアンス担当。2023年4月、同社 相談役。